# Hội đồng Lý luận Trung ương Đảng Cộng sản Việt Nam
Hội đồng Lý luận Trung ương là cơ quan tham mưu cho Đảng về các vấn đề lý luận chính trị, chủ nghĩa Marx-Lenin, tư tưởng Hồ Chí Minh và chủ nghĩa xã hội, định hướng và hoạch định các chính sách, chuẩn bị văn kiện cho Đại hội Đảng Toàn quốc.

## Lịch sử
Tiền thân của Hội đồng Lý luận Trung ương là Ban Nghiên cứu lý luận được thành lập theo Nghị quyết số 131-NQ/TW ngày 28/12/1965 của Bộ Chính trị.
Ngày 28/5/1974, Bộ Chính trị đã ra Nghị quyết số 233-NQ/TW về tổ chức và chương trình hoạt động của Ban Nghiên cứu lý luận.
Ngày 20/11/1980, Bộ Chính trị ra Nghị quyết số 32-NQ/TW về việc thành lập Viện Mác - Lê-nin thay cho Ban Nghiên cứu lý luận. Ngày 5/5/1992, Ban Bí thư ban hành Quyết định số 29-QĐ/TW đổi tên Viện Mác - Lê-nin thành Viện Nghiên cứu chủ nghĩa Mác - Lê-nin và tư tưởng Hồ Chí Minh; sau đó đã sáp nhập Viện vào Học viện Chính trị quốc gia Hồ Chí Minh.
Ngày 30/10/1996, Bộ Chính trị đã ban hành Quyết định số 06-QĐ/TW thành lập Hội đồng Lý luận Trung ương.

## Chức năng, nhiệm vụ

### Chức năng
Hội đồng Lý luận Trung ương là cơ quan tư vấn cho Ban Chấp hành Trung ương, Bộ Chính trị, Ban Bí thư về các vấn đề lý luận chính trị làm cơ sở cho việc hoạch định, hoàn thiện, phát triển đường lối, chính sách của Đảng, về những chương trình, đề tài khoa học cấp nhà nước về lý luận chính trị, phục vụ trực tiếp công tác lãnh đạo của Đảng.

### Nhiệm vụ
- Hội đồng có nhiệm vụ trực tiếp nghiên cứu một số đề tài do Bộ Chính trị, Ban Bí thư giao hoặc chấp thuận trên cơ sở đề xuất của Hội đồng, đồng thời kế thừa, chắt lọc kết quả của các chương trình, đề tài nghiên cứu khác, để thực hiện tốt chức năng tư vấn của Hội đồng và thực hiện một số nhiệm vụ tư vấn khác do Bộ Chính trị, Ban Bí thư giao.
- Thẩm định những vấn đề mà các ngành, các cấp trình Ban Chấp hành Trung ương, Bộ Chính trị, Ban Bí thư có liên quan đến chức năng, nhiệm vụ của Hội đồng Lý luận Trung ương.
- Nghiên cứu, đề xuất những luận cứ về lý luận đấu tranh bác bỏ những quan điểm sai trái với đường lối, quan điểm của Đảng.
- Giữ mối quan hệ với các cơ quan nghiên cứu lý luận của các đảng cộng sản và đảng cầm quyền trên thế giới.

## Tổ chức bộ máy khóa XIII

### Chủ tịch Hội đồng
- Giáo sư, Tiến sĩ Nguyễn Xuân Thắng  - Ủy viên Bộ Chính trị khóa XIII, Giám đốc Học viện Chính trị Quốc gia Hồ Chí Minh

### Phó Chủ tịch Hội đồng
Phó Chủ tịch chuyên trách
- Giáo sư, Tiến sĩ Tạ Ngọc Tấn[2]  - Phó Chủ tịch thường trực, Nguyên Giám đốc Học viện Chính trị Quốc gia Hồ Chí Minh
- Tiến sĩ Bùi Trường Giang - Phó Chủ tịch  kiêm Tổng thư ký Hội đồng - Nguyên Phó Trưởng Ban Tuyên giáo Trung ương
- Phó Giáo sư, Tiến sĩ Phạm Văn Linh - Nguyên Phó Trưởng Ban Tuyên giáo Trung ương
- Phó Giáo sư, Tiến sĩ Nguyễn Văn Thành  - Nguyên Thứ trưởng Bộ Công an
- Phó Giáo sư, Tiến sĩ Bùi Nhật Quang - Nguyên Chủ tịch Viện Hàn lâm Khoa học xã hội Việt Nam

Phó Chủ tịch kiêm nhiệm
- Tiến sĩ Phan Chí Hiếu [3] - Chủ tịch Viện Hàn lâm Khoa học xã hội Việt Nam

### Ủy viên Hội đồng
| STT | Họ và tên          | Năm sinh | Trình độ             | Chức vụ | Ghi chú |
| --- | ------------------ | -------- | -------------------- | --- | --- |
| 1   | Nguyễn Xuân Thắng  | 1957     | Giáo sư, Tiến sĩ     | Ủy viên Bộ Chính trị khóa XIII Giám đốc Học viện Chính trị Quốc gia Hồ Chí Minh (2016-nay)                                                          | |
| 2   | Tạ Ngọc Tấn        | 1954     | Giáo sư, Tiến sĩ     | Phó Chủ tịch thường trực Hội đồng lý luận Trung ương                                                                                                | |
| 3   | Nguyễn Văn Thành   | 1957     | Phó Giáo sư, Tiến sĩ | Phó Chủ tịch chuyên trách Hội đồng lý luận Trung ương                                                                                               | Thượng tướng                                                                                                |
| 5   | Phạm Văn Linh      | 1958     | Phó Giáo sư, Tiến sĩ | Phó Chủ tịch chuyên trách Hội đồng lý luận Trung ương                                                                                               | |
| 6   | Phan Chí Hiếu      | 1969     | Tiến sĩ              | Phó Chủ tịch Hội đồng lý luận Trung ương, Chủ tịch Viện Hàn lâm Khoa học xã hội Việt Nam                                                            | |
| 6   | Bùi Nhật Quang     | 1975     | Phó Giáo sư, Tiến sĩ | Phó Chủ tịch chuyên trách Hội đồng lý luận Trung ương                                                                                               | Thôi giữ chức vụ Chủ tịch Viện Hàn lâm Khoa học xã hội Việt Nam để làm Phó Chủ tịch chuyên trách từ 10/2022 |
| 7   | Bùi Trường Giang   | 1975     | Tiến sĩ              | Phó Chủ tịch chuyên trách, Tổng thư ký Hội đồng lý luận Trung ương                                                                                  | Bị kỷ luật khiển trách                                                                                      |
| 8   | Võ Văn Dũng        | 1960     | Tiến sĩ              | Ủy viên Trung ương Đảng khóa XI, XII, XIII Phó Trưởng ban Thường trực Ban Nội chính Trung ương (2015-nay)                                           | |
| 9   | Đoàn Minh Huấn     | 1971     | Phó Giáo sư, Tiến sĩ | Ủy viên Trung ương Đảng khóa XII (dự khuyết), khóa XIII (chính thức) Tổng biên tập Tạp chí Cộng sản (2017-2023) Bí thư Tỉnh ủy Ninh Bình (2023-nay) | Nguyên Giám đốc Học viện Chính trị Khu vực I                                                                |
| 10  | Trịnh Văn Quyết    | 1966     | Cử nhân              | Ủy viên Trung ương Đảng khóa XIII Phó Chủ nhiệm Tổng cục Chính trị QĐNDVN (2021-'6/2024) Chủ nhiệm Tổng cục Chính trị QĐNDVN (6/2024-'Nay)"         | Thượng tướng                                                                                                |
| 11  | Trần Quốc Tỏ       | 1962     | Phó Giáo sư, Tiến sĩ | Ủy viên Trung ương Đảng khóa XII, XIII Thứ trưởng Thường trực Bộ Công an (2020-nay)                                                                 | Thượng tướng                                                                                                |
| 12  | Lê Hoài Trung      | 1961     | Tiến sĩ              | Bí thư Trung ương Đảng khóa XIII Trưởng ban Đối ngoại Trung ương (2021-nay)                                                                         | Hàm Đại sứ bậc II                                                                                           |
| 13  | Nguyễn Anh Tuấn    | 1979     | Tiến sĩ              | Ủy viên Trung ương Đảng khóa XIII Bí thư Tỉnh ủy Bắc Ninh (2022-nay)                                                                                | |
| 14  | Lê Hải Bình        | 1977     | Tiến sĩ              | Ủy viên dự khuyết Trung ương Đảng khóa XIII Phó Trưởng ban Tuyên giáo Trung ương (2021-nay)                                                         | Hàm Tùy viên                                                                                                |
| 15  | Nguyễn Minh Vũ     | 1976     | Tiến sĩ              | Ủy viên dự khuyết Trung ương Đảng khóa XIII Thứ trưởng Bộ Ngoại giao (2019-nay)                                                                     | Hàm Đại sứ bậc II                                                                                           |
| 16  | Cao Đức Phát       | 1956     | Tiến sĩ              | Ủy viên Trung ương Đảng khóa X, XI, XII Phó Trưởng ban Thường trực Ban Kinh tế Trung ương (2016-2021)                                               | |
| 17  | Đặng Nguyên Anh    | 1961     | Giáo sư, Tiến sĩ     | Phó Chủ tịch Viện Hàn lâm Khoa học xã hội Việt Nam (2016-2021)                                                                                      | |
| 18  | Nguyễn Quốc Dũng   |          | Phó Giáo sư, Tiến sĩ | Giám đốc Học viện Chính trị khu vực II (2021-nay)                                                                                                   | |
| 19  | Trần Vi Dân        |          | Phó Giáo sư, Tiến sĩ | Giám đốc Học viện Chính trị CAND (2017-nay) | Trung tướng                                                                                                 |
| 20  | Nguyễn Bá Dương    |          | Phó Giáo sư, Tiến sĩ | Viện trưởng Viện Khoa học xã hội và Nhân văn Quân sự (2014-2020)                                                                                    | Thiếu tướng                                                                                                 |
| 21  | Trần Thọ Đạt       | 1959     | Giáo sư, Tiến sĩ     | Chủ tịch Hội đồng trường Đại học Kinh tế quốc dân (2019-2021)                                                                                       | |
| 22  | Phạm Văn Đức       |          | Giáo sư, Tiến sĩ     | Phó Chủ tịch Viện Hàn lâm Khoa học xã hội Việt Nam (2014-2021)                                                                                      | |
| 23  | Nguyễn Hoàng Giang | 1971     | Tiến sĩ              | Thứ trưởng Bộ Khoa học và Công nghệ (2020-nay) | |
| 24  | Vũ Thị Phương Hậu  | 1975     | Phó Giáo sư, Tiến sĩ | Viện trưởng Viện Văn hóa và Phát triển (2018-nay)                                                                                                   | |
| 25  | Nguyễn Quốc Hiệp   |          | Tiến sĩ              | Ủy viên Ủy ban Kiểm tra Trung ương (2016-nay) | |
| 26  | Trần Thị Vân Hoa   | 1967     | Giáo sư, Tiến sĩ     | Phó Hiệu trưởng Trường Đại học Kinh tế quốc dân | |
| 27  | Nguyễn Mạnh Hùng   |          | Phó Giáo sư, Tiến sĩ | Trợ lý Ủy viên Bộ Chính trị Nguyễn Xuân Thắng (2017-nay)                                                                                            | |
| 28  | Bùi Văn Huyền      |          | Phó Giáo sư, Tiến sĩ | Viện trưởng Viện Kinh tế (2015-nay) | |
| 29  | Lại Quốc Khánh     | 1976     | Phó Giáo sư, Tiến sĩ | Phó Hiệu trưởng Trường Đại học Khoa học xã hội và Nhân văn, ĐHQGHN (2021-nay)                                                                       | |
| 30  | Lê Bộ Lĩnh         | 1958     | Phó Giáo sư, Tiến sĩ | Phó Chủ nhiệm Văn phòng Quốc hội (2016-2018) | |
| 31  | Đoàn Triệu Long    | 1972     | Phó Giáo sư, Tiến sĩ | Quyền Giám đốc Học viện Chính trị khu vực III (2020-nay)                                                                                            | |
| 32  | Nguyễn Việt Long   |          | Tiến sĩ              | | |
| 33  | Lê Văn Lợi         | 1974     | Phó Giáo sư, Tiến sĩ | Phó Giám đốc Học viện Chính trị Quốc gia Hồ Chí Minh (2020-nay)                                                                                     | |
| 34  | Phan Trung Lý      | 1954     | Giáo sư, Tiến sĩ     | Chủ nhiệm Ủy ban Pháp luật của Quốc hội (2011-2016)                                                                                                 | |
| 35  | Ngô Đức Mạnh       | 1960     | Tiến sĩ              | Đại sứ đặc mệnh toàn quyền tại Nga (2018-2021) | |
| 36  | Nguyễn Văn Phong   | 1968     | Tiến sĩ              | Phó Bí thư Thành ủy Hà Nội (2020-nay) | |
| 37  | Trần Văn Phòng     | 1960     | Giáo sư, Tiến sĩ     | Viện trưởng Viện Triết học, Học viện Chính trị Quốc gia Hồ Chí Minh (2015-2020)                                                                     | |
| 38  | Bùi Tuấn Quang     |          | Thạc sỹ              | Phó Trưởng Ban Dân vận Trung ương (2018-nay) | |
| 39  | Lê Quân            | 1974     | Giáo sư, Tiến sĩ     | Giám đốc Đại học Quốc gia Hà Nội (2021-nay) | |
| 40  | Hồ Sỹ Quý          | 1953     | Giáo sư, Tiến sĩ     | Ủy viên Hội đồng Khoa học, Viện Hàn lâm Khoa học xã hội Việt Nam (2013-nay)                                                                         | |
| 41  | Nguyễn Hồng Sơn    | 1964     | Phó Giáo sư, Tiến sĩ | Phó Trưởng Ban Kinh tế Trung ương (2019-nay) | |
| 42  | Bùi Hoài Sơn       | 1975     | Phó Giáo sư, Tiến sĩ | Ủy viên thường trực Ủy ban Văn hóa, Giáo dục của Quốc hội (2021-nay)                                                                                | |
| 43  | Nguyễn Quốc Sửu    | 1973     | Phó Giáo sư, Tiến sĩ | Phó Hiệu trưởng Trường Đại học Nội vụ Hà Nội (2020-nay)                                                                                             | |
| 44  | Trần Hồng Thái     | 1974     | Giáo sư, Tiến sĩ     | Tổng cục trưởng Tổng cục Khí tượng Thủy văn (2019-nay)                                                                                              | em trai ông Trần Hồng Hà                                                                                    |
| 45  | Nguyễn Viết Thảo   | 1960     | Phó Giáo sư, Tiến sĩ | Phó Giám đốc Học viện Chính trị Quốc gia Hồ Chí Minh (2012-2020)                                                                                    | |
| 46  | Bùi Văn Thạch      | 1963     | Tiến sĩ              | Phó Chánh Văn phòng Trung ương Đảng (2012-nay) | |
| 47  | Vũ Chiến Thắng     | 1967     | Tiến sĩ              | Thứ trưởng Bộ Nội vụ (2020-nay) | |
| 48  | Lê Minh Thông      | 1957     | Phó Giáo sư, Tiến sĩ | Trợ lý Chủ tịch Quốc hội Nguyễn Thị Kim Ngân (2017-2019)                                                                                            | |
| 49  | Nguyễn Duy Thụy    | 1968     | Tiến sĩ              | Viện trưởng Viện Khoa học xã hội vùng Tây Nguyên, Viện Hàn lâm Khoa học xã hội Việt Nam                                                             | |
| 50  | Phạm Minh Tuấn     | 1974     | Phó Giáo sư, Tiến sĩ | Giám đốc kiêm Tổng biên tập Nhà xuất bản Chính trị Quốc gia - Sự Thật (2021-nay)                                                                    | |

## Chủ tịch Hội đồng Lý luận Trung ương
| STT | Khóa      | Họ và tên                | Nhiệm kỳ          | Chức vụ | Ghi chú |
| --- | --------- | ------------------------ | ----------------- | --- | ------- |
| 1   | VIII      | GS.NGND Nguyễn Đức Bình  | 11/1996-11/2001   | Ủy viên Bộ Chính trị Bí thư Trung ương Đảng Chủ tịch Hội đồng Lý luận Trung ương Giám đốc Học viện Chính trị Quốc gia |         |
| 2   | IX        | GS.TS Nguyễn Phú Trọng   | 11/2001-06/2006   | Ủy viên Bộ Chính trị Chủ tịch Hội đồng Lý luận Trung ương Bí thư Thành ủy Hà Nội                                      |         |
| 2   | IX        | GS.TS Nguyễn Phú Trọng   | 06/2006- 08/2006  | Ủy viên Bộ Chính trị Chủ tịch Quốc hội Chủ tịch Hội đồng Lý Luận Trung ương                                           |         |
| 3   | X         | PGS.TS Tô Huy Rứa        | 08/2006-01/2009   | Bí thư Trung ương Đảng Trưởng Ban Tuyên giáo Trung ương Chủ tịch Hội đồng Lý Luận Trung ương                          |         |
| 3   | X         | PGS.TS Tô Huy Rứa        | 01/2009 - 02/2011 | Ủy viên Bộ Chính trị Bí thư Trung ương Đảng Trưởng Ban Tuyên giáo Trung ương Chủ tịch Hội đồng Lý Luận Trung ương     |         |
| 4   | XI, XII   | TS. Đinh Thế Huynh       | 02/2011-02/2016   | Ủy viên Bộ Chính trị Bí thư Trung ương Đảng Trưởng ban Tuyên giáo Trung ương Chủ tịch Hội đồng Lý luận Trung ương     |         |
| 4   | XI, XII   | TS. Đinh Thế Huynh       | 02/2016- 03/2018  | Ủy viên Bộ Chính trị Thường trực Ban Bí thư Chủ tịch Hội đồng Lý Luận Trung ương                                      |         |
| 5   | XII, XIII | GS.TS. Nguyễn Xuân Thắng | 03/2018-02/2021   | Bí thư Trung ương Đảng Chủ tịch Hội đồng Lý luận Trung ương Giám đốc Học viện Chính trị Quốc gia Hồ Chí Minh          |         |
| 5   | XII, XIII | GS.TS. Nguyễn Xuân Thắng | 02/2021-nay       | Ủy viên Bộ Chính trị Chủ tịch Hội đồng Lý luận Trung ương Giám đốc Học viện Chính trị Quốc gia Hồ Chí Minh            |         |